# Repubblica russa
La Repubblica russa (in russo Российская республика?, Rossijskaja respublika) fu una repubblica instaurata dopo la fine dell'Impero russo e soppressa con la Rivoluzione d'ottobre del 1917, in Russia.

## Storia
Essa ebbe origine quando, dopo l'abdicazione (15 marzo 1917) dello zar Nicola II di Russia in seguito alla Rivoluzione di febbraio, venne creato il Governo provvisorio russo, guidato dal principe Georgij L'vov ma presto dominato da Aleksandr Kerenskij, ministro della guerra ed anti-zarista.
Tuttavia, questo fu un governo in perpetua crisi a causa soprattutto delle sconfitte militari e della pervicace volontà di proseguire la prima guerra mondiale in corso contro gli Imperi centrali, pur in un clima di generale rifiuto del conflitto espresso da parte di vari settori della società russa.
Il 3 settembre 1917 i tedeschi raggiunsero Riga, e, dopo che nel luglio un'ultima effimera offensiva fallì miseramente, un gruppo di generali attuò un colpo di Stato guidato da Lavr Georgievič Kornilov per ripristinare l'impero. Il complotto fu sedato da Kerenskij con il decisivo aiuto delle guarnigioni bolsceviche; in seguito a ciò, il 14 settembre 1917, venne proclamata la Repubblica, con Kerenskij nel ruolo di primo ministro.
Il 25 ottobre 1917 (7 novembre, secondo il calendario gregoriano) i bolscevichi prendono il Palazzo d'Inverno, facendo così cadere il Governo provvisorio; la Rivoluzione d'ottobre provoca l'estinzione della Repubblica russa.
Kerenskij fuggì a Pskov e compì un tentativo di rovesciare il nuovo governo di maggioranza bolscevica: le truppe della nascente Armata Bianca, sotto il suo comando, occuparono Carskoe Selo il 28 ottobre, ma furono sconfitte il giorno successivo a Pulkovo. È l'inizio della guerra civile russa, che sarebbe durata fino al 1923.

## Politica
Il governo della Repubblica era ufficialmente un governo provvisorio, sebbene il controllo di fatto del paese fosse contestato tra esso, i Soviet (soprattutto il Soviet di Pietrogrado) e vari separatisti etnici (come la Rada Centrale). I Soviet erano consigli proletari, erano le organizzazioni politiche di maggiore influenza nelle regioni industriali ed erano guidate dai partiti di sinistra. I Soviet, di cui dovevano molta influenza alle forze paramilitari, erano occasionalmente in grado di competere con il Governo provvisorio, che aveva un apparato statale inefficiente.
Anche il controllo dell'esercito da parte del governo era tenue. I marinai della Flotta baltica, per esempio, avevano opinioni di estrema sinistra e si impegnarono apertamente nell'attivismo politico nella capitale. Anche le tendenze di destra tra gli ufficiali dell'esercito erano un problema: il tentativo di Kerenskij di licenziare il generale Lavr Kornilov portò a un colpo di Stato fallito.

## Organi principali dello Stato
- Duma di Stato dell'Impero russo
- Governo provvisorio russo